# Маргвелашвілі Георгій Теймуразович
Георгій Теймуразович Маргвелашвілі (груз. გიორგი მარგველაშვილი; нар. 4 вересня 1969, Тбілісі, Грузинська РСР, СРСР) — грузинський державний та політичний діяч, коментатор, 4-й Президент Грузії.

## Життєпис
Народився 4 вересня 1969 в Тбілісі в сім'ї партійного робітника.

### Освіта
У 1992 закінчив факультет філософії та психології Тбіліського Державного університету ім. Іване Джавахішвілі, в 1993—1994 рр. вивчав соціологію в Центральноєвропейському університеті. Доктор філософії.

### Кар'єра
З 1992 по 1995 працював гідом в туристичній компанії (спеціалізація — гірський туризм), асистентом менеджера в видавництві.
У 1994—1995 був керівником департаменту по маркетингу компанії «Бізнес щоденники».
У 1996—1997 викладав філософію в Тбіліському незалежному університеті.
У 1995—2000 працював в Національному демократичному інституті міжнародних відносин спеціалістом (консультантом програми).
У 2000—2012 працював в Інституті суспільних справ Грузії GIPA, зокрема на посаді ректора в 2000-2006 і 2010-2012.
У 2006—2010 обіймав посаду керівника департаменту досліджень GIPA.

### Політична кар'єра
У жовтні 2012 обійняв посаду міністра освіти Грузії в уряді Бідзіни Іванішвілі, лідера коаліції «Грузинська мрія», що перемогла на парламентських виборах 1 жовтня 2012. При цьому сам Маргвелашвілі не є членом жодної політичної партії.
7 лютого 2013 призначений віце-прем'єром грузинського уряду.
11 травня 2013 правляча коаліція «Грузинська мрія» назвала Георгія Маргвелашвілі своїм кандидатом в президенти Грузії на виборах 27 жовтня 2013 року. 16 липня 2013 року Маргвелашвілі пішов у відставку з посади міністра освіти, щоб позбутися обвинувачень у використанні адміністративного ресурсу під час передвиборчої кампанії. При цьому він залишився на посаді віце-прем'єра Грузії. 9 вересня 2013 року пройшов офіційну реєстрацію як кандидат на посаду голови держави.
Опублікував ряд наукових робіт і навчальних керівництв, а також багатьох статей на різні теми, в тому числі політики, міжнародних відносин, культури, філософії.
Підтримуючи курс уряду Міхеїла Саакашвілі на зближення з США і Західною Європою, був послідовним прихильником незалежної культурної політики суверенної Грузії, збереження і розвитку грузинської мови. Будучи прихильником єдиної Грузинської держави й противником незалежності Південної Осетії й Абхазії, виступав за нормалізацію відносин із Росією та вирішення конфлікту дипломатичним шляхом.
27 жовтня 2013 здобув перемогу на президентських виборах в Грузії.

### Діяльність на посаді президента
17 листопада офіційно обійняв посаду президента. Склав присягу у дворі старого приміщення грузинського парламенту на проспекті Руставелі. Попередник М. Саакашвілі на інавгурації був відсутній і заявив, що нова влада не поважає політичних опонентів. Згідно з новою Конституцією Грузії частина повноважень президента перейшла урядові та прем'єр-міністру.
7 травня 2014 року підписав закон «Про заборону усіх форм дискримінації», який забороняє будь-яку дискримінацію громадян — за походженням, національністю, віросповіданням, професією, статтю та сексуальною орієнтацією.
27 жовтня того ж року звернувся до жителів невизнаної Абхазії та Південної Осетії будувати разом європейське майбутнє у складі єдиної держави. Самопроголошеним регіонам було обіцяно збереження ідентичності та права автономії. Однак зовнішньополітичні відомства Абхазії та Південної Осетії відхилили пропозиції.
4 листопада міністр оборони Грузії І. Аласанія та ще декілька високопосадовців пішли у відставку, а група депутатів «Грузинської мрії» перейшли в опозицію. 14 листопада президент Маргвелашвілі виступив у парламенті де закликав контролювати уряд «для гарантії стабільного курсу інтеграції до європейських та євроатлантичних структур».
30 листопада підписав закон, згідно з яким за МВС зберігається право на таємне прослуховування, хоча спочатку намагався накласти на нього вето.
17 липня 2015 року парламент Грузії прийняв правки до закону «Про Нацбанк Грузії», які вивели службу нагляду з його структури. 31 липня Маргелашвілі наклав вето на закон, пояснюючи це тим, що поспіх парламентарів може «негативно позначитись на макроекономічній стабільності та поставити під питання ефективність діяльності Нацбанку». 3 вересня грузинські депутати більшістю голосів перемогли вето президента.
У жовтні того ж року відбулась серія нападів на офіси «Єдиного національного руху» у Тбілісі, Батумі, Горі, Кутаїсі, Озургеті та Поті, після чого президент Маргвелашвілі під час свого виступу заявив, що ці події призвели до «ескалації політичного клімату, створилась ситуація для порушення конституційного ладу та виникли передумови для громадянського протистояння». Представники грузинського уряду заяви президента розкритикували.
3 грудня 2015 року Мінюст закликав президента Грузії пришвидшити процедуру позбавлення громадянства Саакашвілі, наступного дня відповідний наказ був підписаний Маргвелашвілі.
У квітні 2016 року президент Маргвелашвілі був третім за популярністю політиком Грузії .
13 жовтня 2017 року парламент подолавши вето президента, проголосив Грузію парламентською республікою. Нова Конституція забезпечує перехід Грузії на парламентське правління і суттєво обмежує повноваження президента. Чинності набуває через рік, після президентських виборів.

## Особисте життя
У нього є донька Ана (нар. 1993). На цей час Георгій Маргвелашвілі проживає з давньою подругою, з художницею та акторкою Макою Чічуа (нар. 1965).

## Знання мов
Вільно володіє російською і англійською мовами.

## Нагороди
- Президентський орден Сяйво (Грузія, 2015)[5]